# Російська орбітальна службова станція
Російська орбітальна службова станція (РОСС) — планована російська орбітальна станція, яка, має прийти на зміну МКС після 2025 року. Національна російська орбітальна станція буде створюватися на основі модулів, що спочатку призначалися для МКС: «НЕМ», «УМ»), потім будуть додані ще два модулі: Шлюзовий модуль (ШМ) і трансформований модуль (ТМ). Таким чином, всього станція буде складатися з п'яти модулів, її маса складе 60 тонн.

## Модулі станції
Перший етап розгортання (2025–2030 рр.)
Всі модулі будуть запускатися з космодрому Восточний.
- Науково-енергетичний модуль — перший модуль нової станції, запуск в кінці 2025 року; спочатку був розрахований на експлуатацію в складі МКС. Робоча маса ~22 000 кг. Буде запущений за допомогою ракети-носія «Ангара-А5»[3][4];
- базовий модуль — запуск 2028 року;
- Модифікований вузловий модуль «Причал», оснащений шістьма стикувальними вузлами. Робоча маса <6000 кг. Буде запущений за допомогою ракети-носія «Союз-2»;
- Шлюзовий модуль — призначений для виходу екіпажу у відкритий космос, стартова маса складе 4,65т, термін експлуатації оцінюється в 15 років.

Другий етап розгортання (2030–2035 рр.)
Модулі будуть запускатися з космодромів Плесецьк і Восточний.
- Цільовий модуль.
- Цільовий виробничий модуль.
- Платформа обслуговування космічних апаратів.

## Параметри орбіти
Висота орбіти станції — від 300 до 350 км.
Станція буде літати на сонячно-синхронній орбіті — нахилом 97° до екватора (проти 51,6° у МКС), на якій її сонячні батареї будуть завжди освітлені, а запуски буде можливо проводити з трьох космодромів — Байконур, Восточний та «Плесецьк». Орбіта російської станції дозволить кожні 1,5 години бачити Арктику, а будь-яку точку планети — раз у дві доби. У зв'язку з цим обернена до Землі частину станції планується оснастити системами спостереження в різних спектрах — від оптичного до радіолокаційного, а протилежну сторону — апаратурою для моніторингу космічного простору.